# 波兰社会民主联盟
波兰社会民主联盟（波蘭語：Polska Unia Socjaldemokratyczna，缩写为PUS）是波兰历史上的一个社会民主主义政党。1989年，该党在塔德乌什·菲斯巴赫的领导下成立，取名为社会民主联盟；1990年，改名为波兰社会民主联盟。与波兰共和国社会民主党一样，该党是波兰统一工人党的继承者之一。1992年，该党与民主-社会运动、劳动团结合并为劳动联盟。